# Sei Muroya
Sei Muroya (født 5. april 1994) er en japansk fodboldspiller. Han var en del af den japanske trup ved Sommer-OL 2016.